# Osteotomo

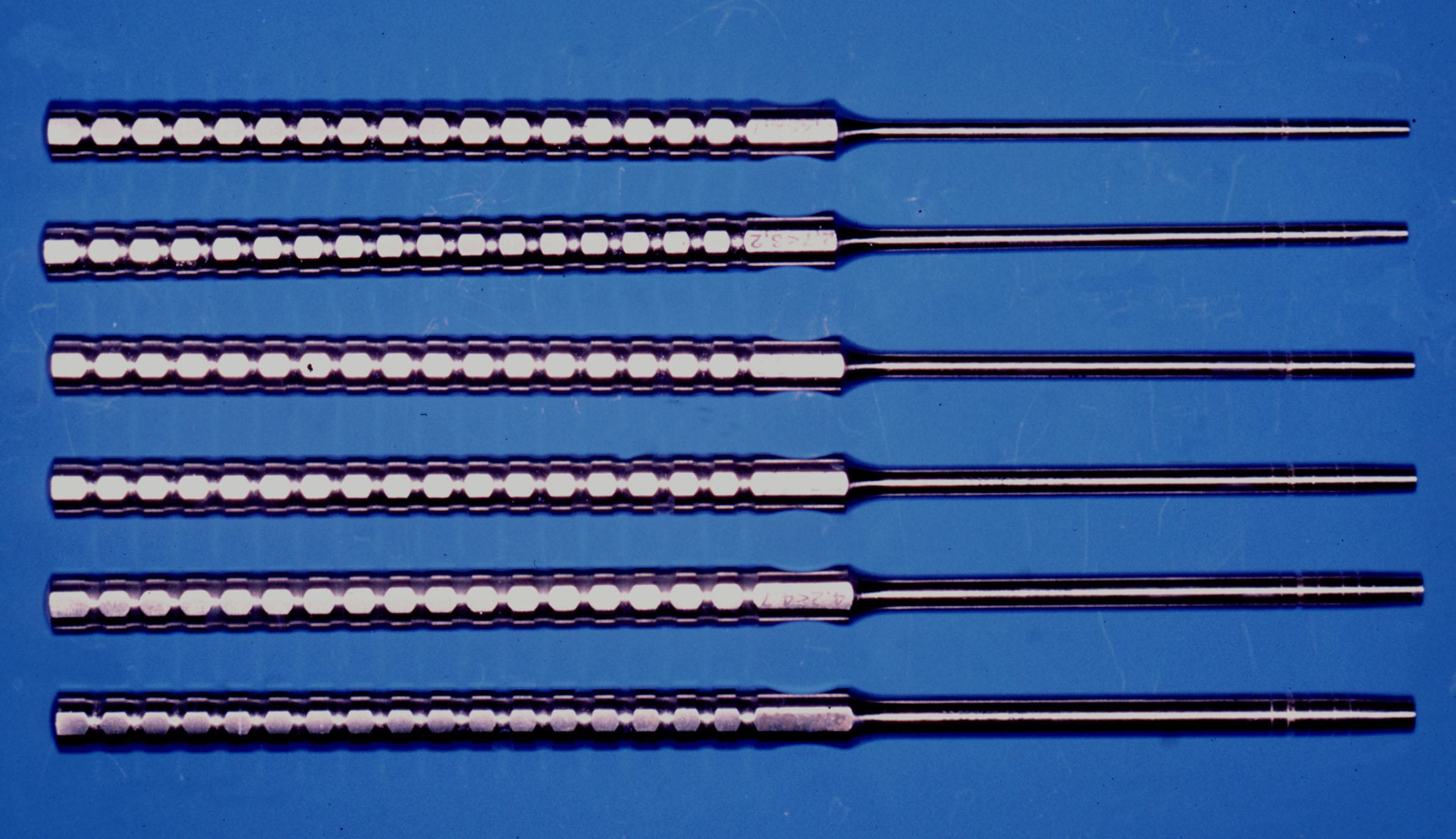
Osteotomo usato durante un impianto dentale

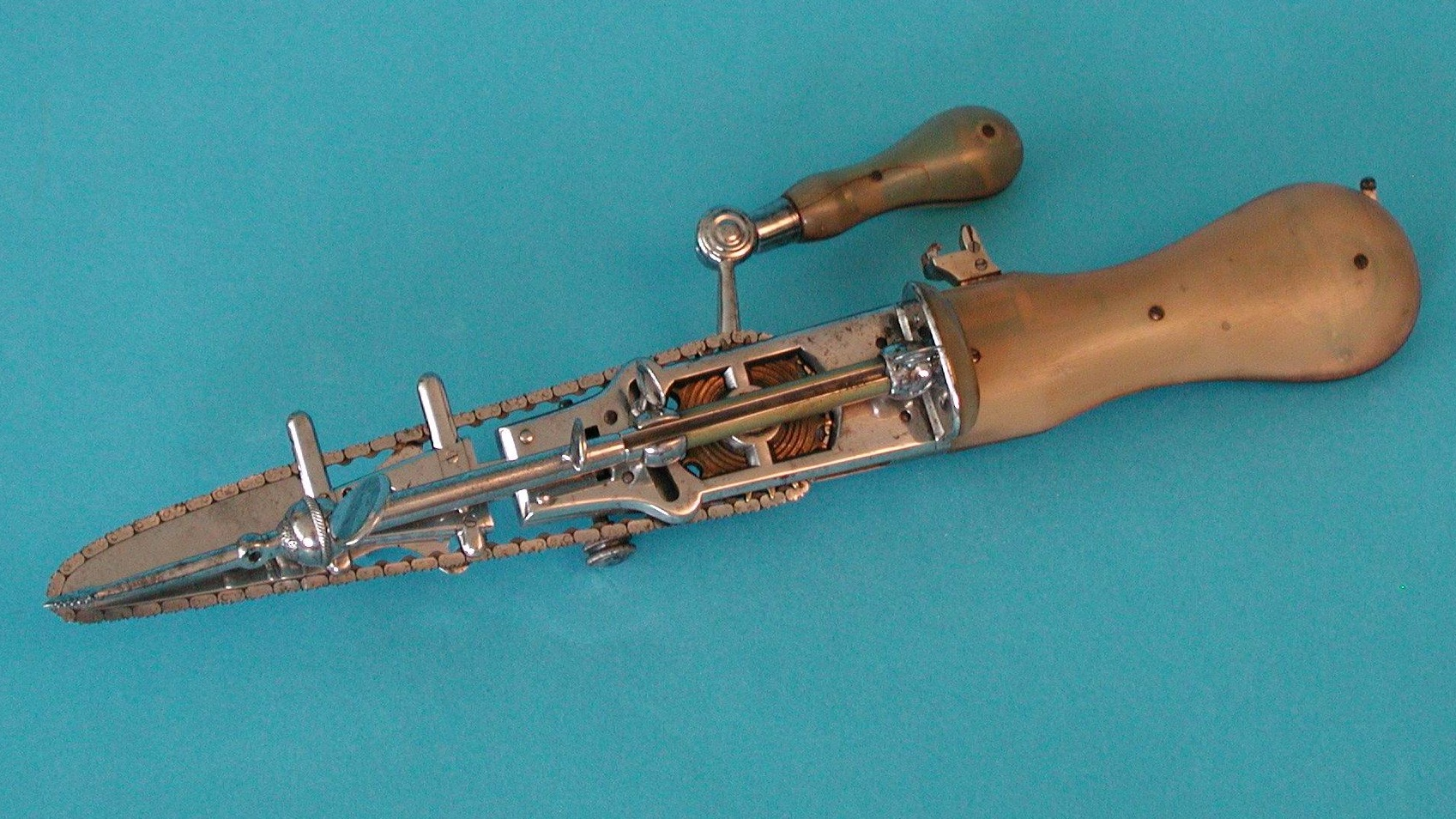
Osteotomo di Bernhard Heine

Un osteotomo è uno strumento chirurgico utilizzato per tagliare o preparare l'osso. Gli osteotomi sono simili a uno scalpello ma smussati su entrambi i lati. Sono utilizzati oggi in chirurgia plastica, chirurgia ortopedica e impianto dentale.
L'osteotomo a catena, originariamente chiamato semplicemente osteotomo, fu inventato dal medico tedesco Bernhard Heine nel 1830. Questo dispositivo è essenzialmente una piccola motosega.